# Leptopentacta
Genre
Leptopentacta est un genre d'holothuries (concombres de mer) de la famille des Cucumariidae. 

## Liste des espèces
Selon World Register of Marine Species (3 mars 2015) :
- Leptopentacta bacilliformis (Koehler & Vaney, 1908)
- Leptopentacta cucumis (Risso, 1826)
- Leptopentacta deichmannae Domantay, 1958
- Leptopentacta dyakonovi Baranova & Savel'eva, 1972
- Leptopentacta elongata (Düben & Koren, 1846)
- Leptopentacta grisea Clark, 1938
- Leptopentacta imbricata (Semper, 1867)
- Leptopentacta macculochae Domantay, 1961
- Leptopentacta nina Deichmann, 1941
- Leptopentacta nova Deichmann, 1941
- Leptopentacta panamica Deichmann, 1941
- Leptopentacta punctabipedia Cherbonnier, 1961
- Leptopentacta tergestina (M. Sars, 1857)

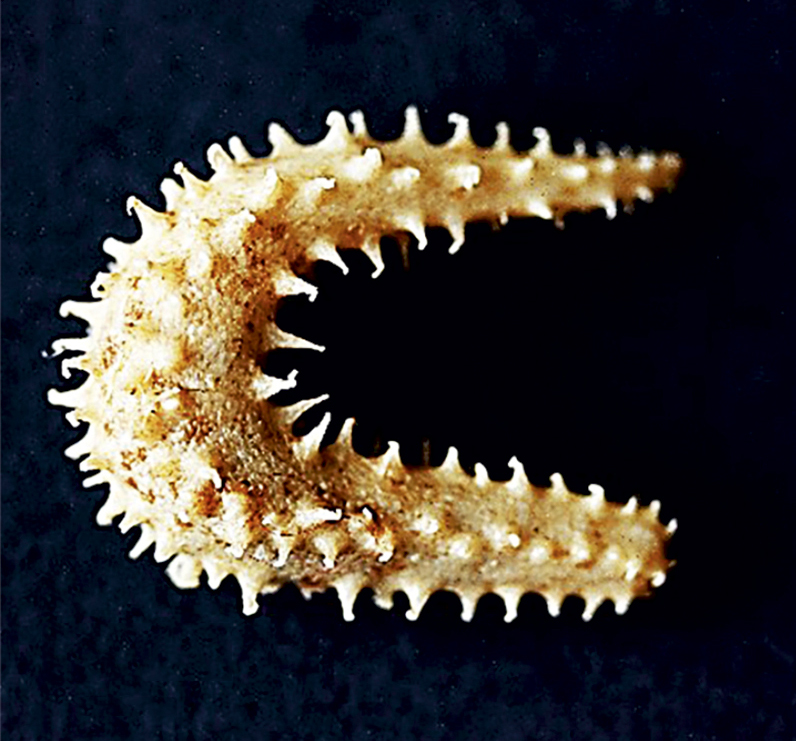
Leptopentacta tergestina